# Luis Zárate
Luis Felipe Zárate Cardozo (Paraguay, 25 de febrero de 2000) es un futbolista paraguayo que juega como defensa y su equipo actual es Independiente del Valle de la Serie A de Ecuador.

## Trayectoria
Comenzó su carrera en Libertad de Paraguay, destacándose en las categorías formativas. En el año 2022, se unió a Olimpia, donde hizo su debut como futbolista, además tuvo la oportunidad de disputar torneos internacionales como la Copa Sudamericana y la Copa Libertadores. También logró ganar el campeonato del Torneo Clausura de la Primera División de Paraguay.
Para la temporada 2024, fue fichado por Independiente del Valle de la Serie A de Ecuador, obtenido de esta manera su primera experiencia al nivel internacional.

## Selección nacional

### Categorías inferiores
Fue internacional con la selección sub-17 de Paraguay, logrando participar en el Campeonato Sudamericano Sub-17 de 2017 en Chile, donde alcanzaron el tercer puesto. Además, fue parte del equipo que compitió en la Copa del Mundo Sub-17 de 2017 en la India,  llegando hasta los octavos de final. 

#### Participaciones en Sudamericanos
| Campeonato                  | Sede  | Resultado     | Partidos | Goles |
| --------------------------- | ----- | ------------- | -------- | ----- |
| Sudamericano Sub-17 de 2017 | Chile | Tercer puesto | 6        | 0     |

#### Participaciones en Copas del Mundo
| Campeonato                  | Sede  | Resultado        | Partidos | Goles |
| --------------------------- | ----- | ---------------- | -------- | ----- |
| Copa Mundial Sub-17 de 2017 | India | Octavos de final | 1        | 0     |

### Absoluta
Zárate debutó con la selección absoluta de Paraguay el 2 de junio de 2022, en un partido amistoso ante Japón, el cual fue una derrota de 4-1.

## Estadísticas

### Clubes
Actualizado al último partido disputado el 18 de julio de 2025.
| Club                              | Div.          | Temporada     | Liga  | Liga  | Copas nacionales | Copas nacionales | Copas internacionales | Copas internacionales | Total | Total |
| Club                              | Div.          | Temporada     | Part. | Goles | Part.            | Goles            | Part.                 | Goles                 | Part. | Goles |
| --------------------------------- | ------------- | ------------- | ----- | ----- | ---------------- | ---------------- | --------------------- | --------------------- | ----- | ----- |
| Olimpia Paraguay                  | 1.ª           | 2022          | 23    | 1     | —                | —                | 9                     | 0                     | 32    | 1     |
| Olimpia Paraguay                  | 1.ª           | 2023          | 21    | 1     | 1                | 0                | 6                     | 0                     | 28    | 1     |
| Olimpia Paraguay                  | Total club    | Total club    | 44    | 2     | 1                | 0                | 15                    | 0                     | 60    | 2     |
| Independiente del Valle · Ecuador | 1.ª           | 2024          | 22    | 2     | 3                | 0                | 2                     | 0                     | 27    | 2     |
| Independiente del Valle · Ecuador | 1.ª           | 2025          | 14    | 3     | 0                | 0                | 5                     | 0                     | 19    | 3     |
| Independiente del Valle · Ecuador | Total club    | Total club    | 36    | 5     | 3                | 0                | 7                     | 0                     | 46    | 5     |
| Total carrera                     | Total carrera | Total carrera | 80    | 7     | 4                | 0                | 22                    | 0                     | 106   | 7     |
| 1. 2.                             |               |               |       |       |                  |                  |                       |                       |       |       |

## Palmarés

### Campeonatos nacionales
| Título                       | Club    | País     | Año    |
| ---------------------------- | ------- | -------- | ------ |
| Primera División de Paraguay | Olimpia | Paraguay | C-2022 |

## Vida personal
En 2022, se vio envuelto en un escándalo cuando se difundieron videos íntimos en los que participaba con Lyly Figueredo, una usuaria de OnlyFans. Este incidente atrajo una considerable atención mediática, razón por la que Zárate tuvo que buscar apoyo psicológico para superar la situación.